# 维多利亚纪念堂
维多利亚纪念堂（Victoria Memorial）位于印度加尔各答是一座用于纪念英国维多利亚女王加冕为印度女皇的的建筑物。 

维多利亚纪念堂

建筑的设计师是威廉·爱默森爵士，建筑风格类似泰姬陵。最初他被要求建造一座意大利文艺复兴风格的建筑，但是他反对纯粹的欧洲风格，结合了莫卧儿建筑的元素。文森特·Esch是主管建筑师。Lord Redesdale和David Prain爵士设计了花园。建筑工程委托给加尔各答的Messrs Martin公司。 
该建筑兴建于1906年到1921年之间。这是一座庄严的白色大理石建筑，位于马坦公园的南端，被一片花园环绕。纪念堂的圆顶上，有一个黑色青铜天使像Victory, 手中举着军号。
- 维基导游上有關维多利亚纪念堂的旅行指南
- 维多利亚纪念堂：加尔各答的骄傲。Rediff News. （页面存档备份，存于）